# Stazione di Santa Filomena
La stazione di Santa Filomena era una fermata ferroviaria posta lungo la ex linea ferroviaria a scartamento ridotto Pescara-Penne chiusa il 20 giugno 1963, era a servizio del quartiere pescarese di Santa Filomena.

## Storia
La fermata venne inaugurata il 22 settembre 1929 insieme all'intera linea, continuò il suo esercizio fino al 20 giugno 1963. Abbandonato per anni, il fabbricato viaggiatori, sito in via Nazionale Adriatica nord 486, è stato demolito nel 1981.